# Duncombe
Duncombe è un comune degli Stati Uniti d'America, situato nello stato dell'Iowa, nella contea di Webster.